# Majagua, Cuba
Majagua là đô thị ở tỉnh Ciego de Ávila của Cuba. Đô thị này nằm ở vùng đông của tỉnh này. Quốc lộ Carretera Central chia đôi thị này.
Ngoài ra, đô thị này bao gồm các làng Guayacanes, Jicotea, Las Coloradas, and La Calera.

## Dân số
Năm 2004, đô thị của Majagua có dân số 26.617. với diện tích 544 km² (210 mi²), và mật độ dân số là 48,9người/km² (126,7người/sq mi).